# Vadu Crișului
Vadu Crișului (Hongaars: Rév of Biharrév) is een Roemeense gemeente in het district Bihor.
De gemeente Vadu Crișului telt 4276 inwoners. Het dorp telt circa 2500 inwoners. Naast de hoofdkern liggen in de gemeente nog drie dorpen: Birtin (Bertény), Topa de Criș (Köröstopa) en Tomnatic (Tomnatek).

## Bevolkingssamenstelling
In 2002 was 18% van de bevolking behorend tot de Hongaarse minderheid in Roemenië. De overgrote meerderheid van de circa 800 Hongaren wonen in de hoofdplaats van de gemeente. Daar maken ze een derde van de bevolking uit. De meeste Hongaren behoren tot de Hongaarse Gereformeerde Kerk.

## Geboren in de plaats
In de gemeente werd de beroemde Hongaarse architect Dezső Jakab geboren die onder andere het Cultuurpaleis van Târgu Mureș ontwierp.